# Hans Alfont

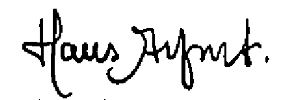
Hans Alfonts namnteckning 1964.

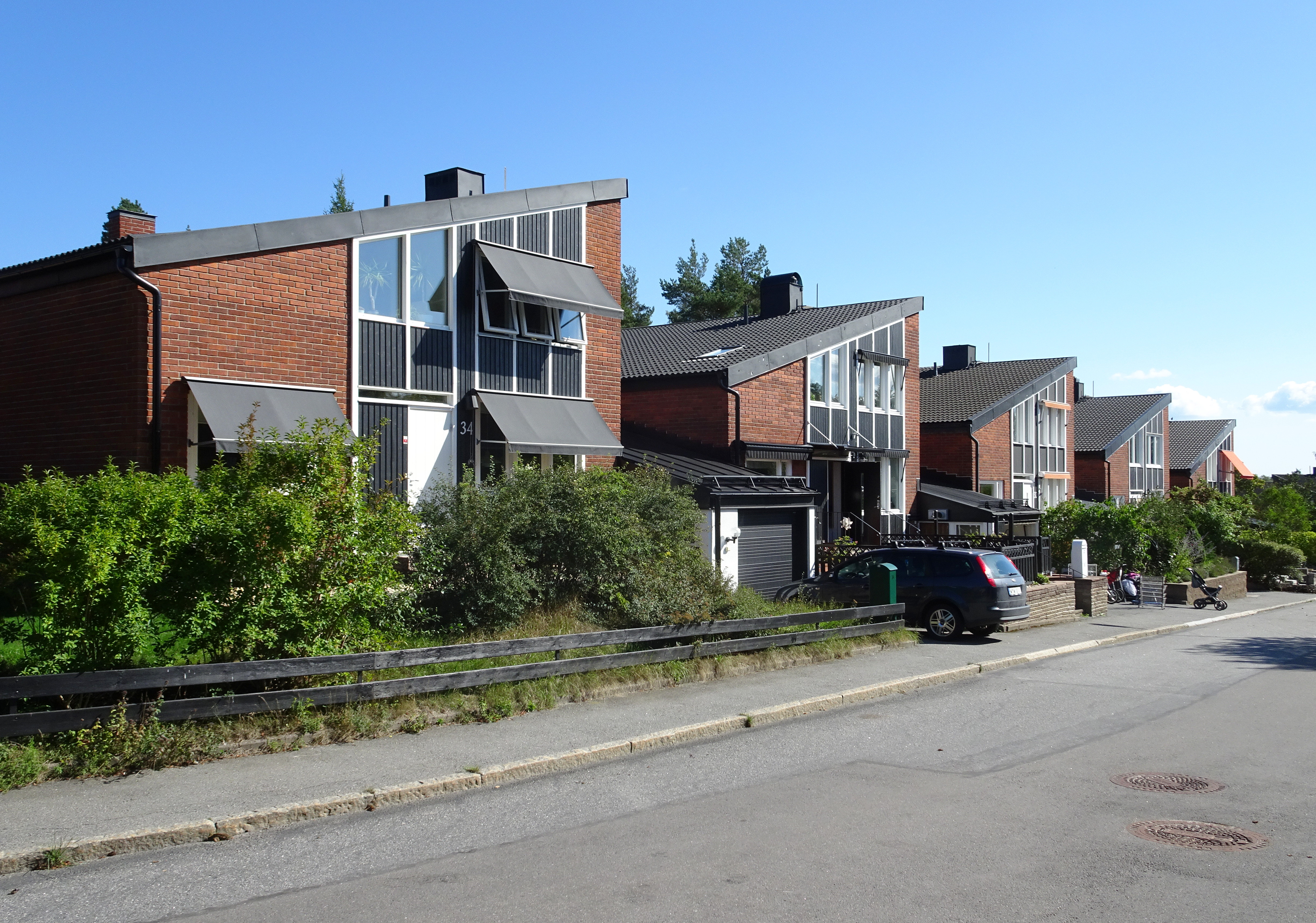
Kedjehus Långsjöhöjden.

Hans Rudolf Alfont, egentligen Ahlfont, född 20 juli 1929 i Stockholm, död 6 november 1978 i Engelbrekts församling i Stockholm, var en svensk arkitekt.

## Biografi
Alfont var son till bagarmästare Rudolf Ahlfont och Ingeborg Klasenius. Han avlade studentexamen vid Södra latin 1949 och arkitektexamen vid Kungliga tekniska högskolan 1954 med fortsatta studier vid Konstakademien. Han anställdes hos arkitekt Nils-Henrik Winblad i Stockholm 1953, hos arkitekt Eric Schuwert 1957 och arkitekt Gösta Nordin från 1958. Han ägnade sig åt bland annat stadsplanering och medverkade i omdaningen av Skutskär. Bland hans arbeten märks kedjehusområdet längs gatan Långsjöhöjden i södra Stockholm som han ritade tillsammans med Nordin 1964. Han fann sin sista vila på Skogskyrkogården där han gravsattes den 20 november 1978.